# ۶۰۷ (میلادی)
۶۰۷ (میلادی) ششصد  و هفتمین سال تقویم میلادی است.

## درگذشتگان
‎